# Сухинівка (Курська область)
Сухинівка (рос. Сухиновка) — село в Глушковському районі Курської області Російської Федерації.
Населення становить 714 осіб. Входить до складу муніципального утворення Сухиновська сільрада.

## Історія
Дата першої згадки - 1703 рік
Населений пункт розташований на території українського етнічного та культурного краю Східна Слобожанщина.
Від 2004 року входить до складу муніципального утворення Сухиновська сільрада.

## Населення
| 2002 | 2010 |
| ---- | ---- |
| 940  | ↘714 |